# Bóveda nubia

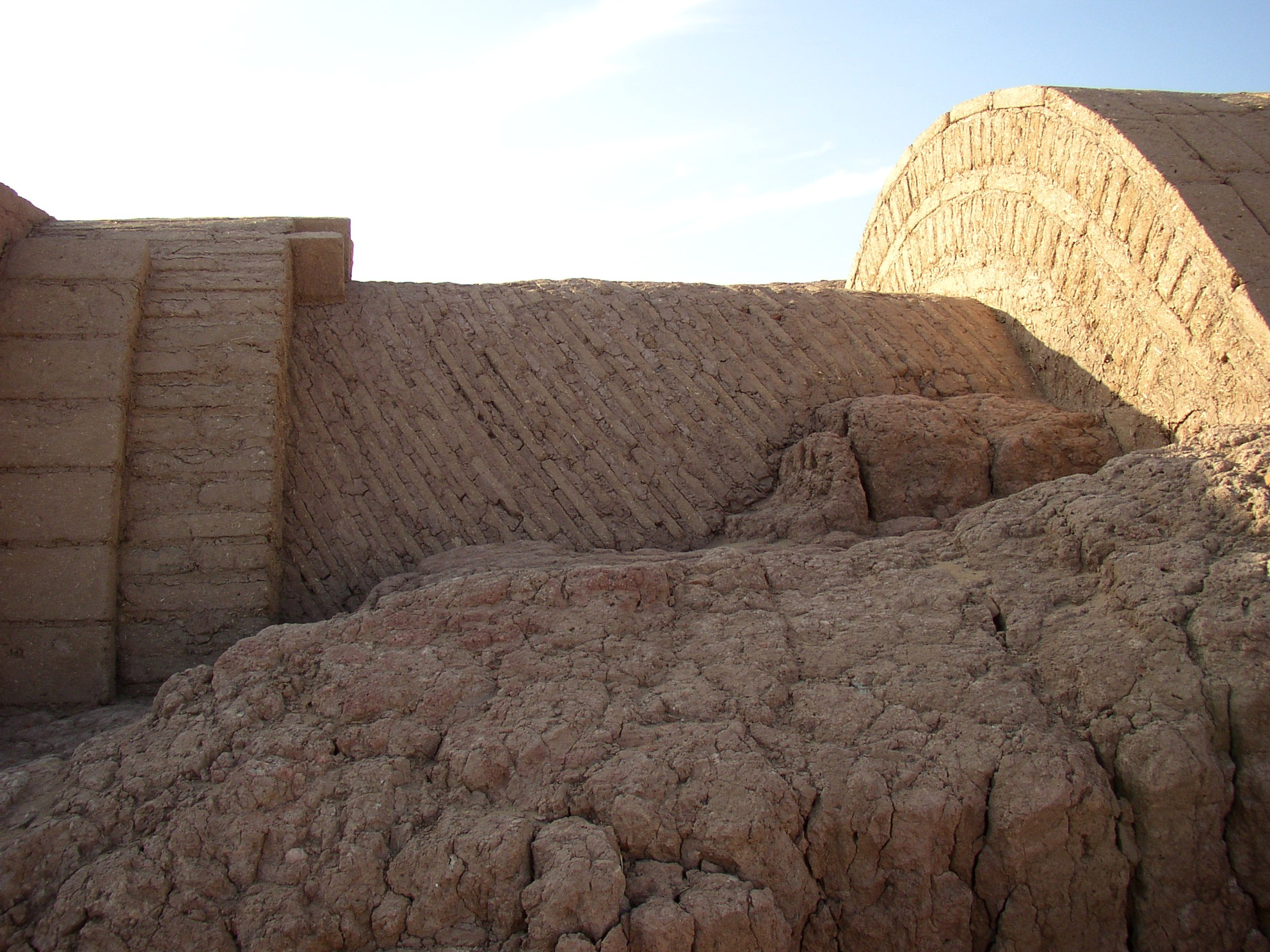
Las ruinas de Ayn Asil en Dakhla, Egipto

En arquitectura, una bóveda nubia es un tipo de superficie curva que forma una estructura abovedada. La estructura de ladrillos fue revivida por el arquitecto egipcio Hassan Fathy después de redescubrir la técnica en el pueblo nubio de Abu al-Riche. Los ecologistas defienden esta técnica como respetuosa con el medio ambiente y sostenible, ya que utiliza exclusivamente arcilla y no requiere emplear madera. Este método constructivo tuvo su origen en la región de Nubia.

## Características

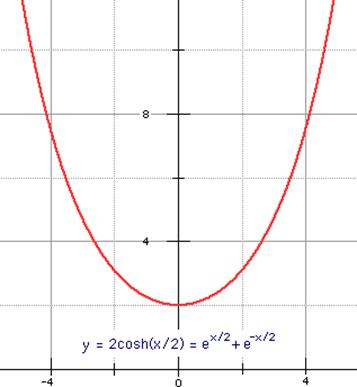
La definición clásica del contorno de la bóveda nubia es la que se obtiene cuando se sujeta una cadena en sus dos extremos. La bóveda es más o menos abierta o ancha dependiendo de lo que se separen los dos extremos de la cadena

Una de las principales ventajas de la bóveda nubia es que se puede construir sin ningún soporte ni encofrado. Los ladrillos de tierra se colocan apoyados en una ligera pendiente contra las paredes del hastial en una bóveda longitudinal, como en esta foto de un edificio de las ruinas de Ayn Asil en Egipto. La ingeniosa idea que permite levantar la bóveda sin una cimbra de apoyo es colocar inclinadas las sucesivas hiladas de ladrillos que conforman la estructura (las sucesivas "roscas"). Al estar muy inclinadas, formando una especie de pico de flauta, el peso de los sucesivos ladrillos es suficiente para evitar que se desprendan de la posición en la que se colocan hasta que se endurece la conexión entre los ladrillos colocados anteriormente y los nuevos. Para tender las primeras hiladas, es necesario disponer de un lienzo de pared vertical.
Se puede utilizar el mismo principio para construir domos, como en el siguiente ejemplo de Camerún.
La antigua técnica de la bóveda nubia fue revivida notablemente por el arquitecto egipcio Hassan Fathy en la década de 1940 con la construcción de un nuevo pueblo en Gourna, cerca de Luxor. Arquitectónicamente, este pueblo es un éxito singular; sin embargo, las familias que se trasladaron allí pronto lo abandonaron para regresar a su aldea original.

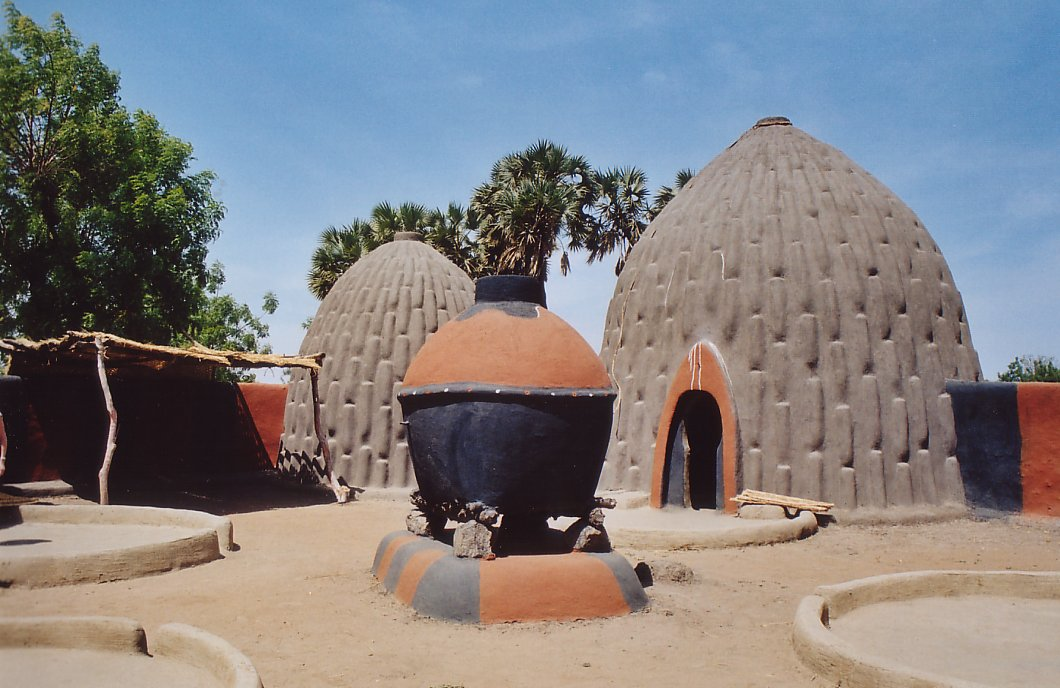
Las casas del pueblo Musgum, en la provincia del Extremo Norte de Camerún

Más recientemente, desde el año 2000, una ONG francoburkinesa La Voûte Nubienne, simplificando y codificando la técnica de la bóveda nubia, ha promovió la construcción de más de 1600 edificios en Burkina Faso, Malí y Senegal (principalmente casas de aldea, pero también una iglesia católica, varias mezquitas, escuelas, centros de alfabetización y un dispensario). Estos edificios ecológicos, cómodos y estéticos no requieren chapas de metal importadas para el techo ni vigas de madera caras y cada vez más raras. Se ha capacitado a más de 260 albañiles en la técnica, y actualmente hay tantos aprendices que reciben capacitación en el trabajo en obras de construcción (2012). El programa organizado por la Asociación "Techos de tierra para el Sahel" está experimentando un crecimiento anual de alrededor del 30% en respuesta a la demanda de las familias rurales, con muchas solicitudes de ayuda y asesoramiento técnico provenientes de los países del Sahel, e incluso desde zonas más lejanas (se lanzó un programa en Zambia a principios de 2009, bajo los auspicios de AVN-Bélgica).